# Richard Aldington
Richard Aldington (Portsmouth, Hampshire, 8. srpnja 1892. – Sury-en-Vaux, 27. srpnja 1962.), engleski književnik.
U poeziji je eksperimentator te jedan od osnivača imaginizma. Istaknuo se i kao romanopisac ("Herojeva smrt", "Svi su ljudi neprijatelji").

## Zbirke pjesama
- "Slike, stare i nove",
- "Ratne slike",
- "Slike želje".